# Ophiurodon permixta
Ophiurodon permixta är en ormstjärneart som beskrevs av Jean Baptiste François René Koehler 1905. Ophiurodon permixta ingår i släktet Ophiurodon och familjen Ophiolepididae. Inga underarter finns listade i Catalogue of Life.